# Perissomastix taeniaecornis
Perissomastix taeniaecornis är en fjärilsart som beskrevs av Walsingham 1896. Perissomastix taeniaecornis ingår i släktet Perissomastix och familjen äkta malar. Inga underarter finns listade i Catalogue of Life.